# Candy Flow
Candy  Mercedes Marte, más conocida como Candy Flow, es una actriz, cantante, empresaria e influenciadora dominicana, reconocida por su aparición en las películas Dos policías en apuros (2016), Qué León (2018) y Los Leones (2019). En 2020 se anunció su participación en el largometraje No es lo que parece, primera película dominicana estrenada tras la pandemia de COVID-19.

## Carrera

### Actuación
Tras lograr reconocimiento en su país como influenciadora, Candy Flow inició su carrera como actriz en 2016 interpretando un pequeño papel en el largometraje dominicano de Francisco Disla Ferreira Dos policías en apuros. Un año después apareció en la película Colao del actor y cineasta Frank Perozo y en el filme Todas las mujeres son iguales, de David Maler. En 2018 colaboró nuevamente con Perozo al interpretar el papel de Estefany en la comedia romántica Que León, donde compartió elenco con Raymond Pozo, Clarissa Molina, Miguel Céspedes y Ozuna. La película fue incluida en el catálogo de Netflix en octubre de 2019.
En 2019 interpretó nuevamente el papel de Estefany en Los Leones, la segunda parte de Qué León, nuevamente bajo la dirección de Frank Perozzo y con la participación de gran parte del elenco original. En 2020 fue anunciada como parte del reparto de la película No es lo que parece, en la que interpretó el papel de Margot. El filme, estrenado en 2021, contó además con las actuaciones de Frank Perozo, Gaby Espino, Fabián Ríos y Nashla Bogaert.

### Otros proyectos
Como empresaria , Candy Flow es propietaria de El Salón de Candy, un salón de belleza ubicado en República Dominicana. Creó además la marca CandyAloe, una línea de productos de belleza con extracto de aloe. En 2019 publicó su primer sencillo musical, titulado «Si me pongo», junto con el artista de música urbana Chael Produciendo.

## Filmografía

### Cine
| Año  | Título                        | Papel                 | Director                 |
| ---- | ----------------------------- | --------------------- | ------------------------ |
| 2016 | Dos policías en apuros        | Secretaria de Sánchez | Francisco Disla Ferreira |
| 2017 | Colao                         | Estilista             | Frank Perozo             |
| 2017 | Todas las mujeres son iguales |                       | David Maler              |
| 2018 | Qué León                      | Estefany              | Frank Perozo             |
| 2019 | El alfa, el jefe              | Ella misma            |                          |
| 2019 | Los Leones                    | Estefany              | Frank Perozo             |
| 2021 | No es lo que parece           | Margot                | David Maler              |